# José Luis Caso Cortines
José Luis Caso Cortines (Comillas, 15 de abril de 1933-Irún, 11 de diciembre de 1997) fue un político español, víctima del terrorismo de ETA.

## Biografía
José Luis Caso Cortines nació en la localidad de Comillas en el seno de una familia numerosa. Cántabro de nacimiento, se fue al País Vasco a los 22 años, en plena década de los 50. Fue fundador de Alianza Popular en el País Vasco en 1982. Posteriormente, fue presidente del Partido Popular de Irún así como concejal de dicha localidad, en la cual residía. En el momento del atentado, ocurrido a finales de 1997, estaba jubilado y era concejal del Partido Popular en el Ayuntamiento de Rentería (Guipúzcoa), cargo que ostentaba desde 1995. Asimismo, pertenecía a la Junta Directiva del Partido Popular de Guipúzcoa y a la Junta Directiva del Partido Popular del País Vasco. Fue enterrado en Irún. Estaba casado, era padre de dos hijos y tenía una nieta. En el momento del asesinato tenía 64 años de edad.
Su sustituto en el cargo, Manuel Zamarreño Villoria, fue asesinado unos meses después, en junio de 1998.

### Asesinato
En el mes de diciembre de 1997, los etarras Francisco Javier García Gaztelu, alias Txapote, Irantzu Gallastegui Sodupe, alias Amaya, Sebastián Lara Mendiaraz, Alfonso Sebastián Iriarte, Jesús María Lombide Lorente, María Cristina Gete Echevarría y Ana Belén Egües Gurruchaga formaban parte del comando Donosti. Tenían como objetivo atacar a cargos y concejales del Partido Popular y del Partido Socialista Obrero Español en el País Vasco. El 11 de diciembre de 1997, José Luis Caso se encontraba en la barra del Bar Tranche de Irún. Solía acudir allí a diario. Estaba situado al fondo del local, realizando una consumición en la barra del mismo. A las 22:54 horas se le acercó un individuo que le disparó, alcanzándole la región parieto-temporo-occipital derecha. José Luis Caso falleció a consecuencia de este disparo, prácticamente en el acto. El terrorista, cuya identidad no ha sido probada, amenazó con el revólver a los cinco clientes y al propietario para que no le siguieran. Tras acudir allí los efectivos policiales, el juez de guardia ordenó el levantamiento del cadáver en torno a las 00:30 del día siguiente. Durante el día siguiente miles de personas se manifestaron en San Sebastián como repulsa a este asesinato.
La Sección Tercera de la Sala de lo penal de la Audiencia Nacional dictó la Sentencia nº 44/2006, que data del 30 de junio de 2006. Los acusados fueron absueltos de un delito de asesinato terrorista, del que les acusaba el Ministerio Fiscal, por falta de pruebas. Tras este atentado, no figura reivindicación alguna por parte de ETA en los días siguientes. Sin embargo, la Sentencia da por probada la autoría de dicha banda terrorista. No existe condena alguna por estos hechos.